# Echinogammarus navaensis
Echinogammarus navaensis is een vlokreeftensoort uit de familie van de Gammaridae. De wetenschappelijke naam van de soort is voor het eerst geldig gepubliceerd in 1987 door Lop.